# 米沢南陽道路
米沢南陽道路（よねざわなんようどうろ）は山形県米沢市窪田町から、同県東置賜郡高畠町大字深沼に至る全長8.8 kmの国道13号のバイパス道路である。全線が自動車専用道路であり、東北中央自動車道に並行する一般国道自動車専用道路に指定されている。開通以来、米沢南陽道路の名称で供用され、他の高速道路と接続しない飛び地区間であったが、2017年11月4日に東北中央自動車道と接続されたことに伴い、当該区間も東北中央自動車道に名称変更された。
高速道路ナンバリングによる路線番号は、「E13」が割り振られている。

## 概要
- 起点：山形県米沢市窪田町
- 終点：山形県東置賜郡高畠町大字深沼
- 全長：8.8 km
- 車線数：暫定2車線（一部区間は4車線）
- 最高速度：70 km/h

## 通過する自治体
- 山形県
  - 米沢市 - 東置賜郡高畠町

## インターチェンジなど
「米沢南陽道路」は、米沢北IC〜南陽高畠IC部分にあたる。

## 歴史
- 1997年（平成9年）11月21日 : 全線開通。
- 2010年（平成22年）6月28日：無料化社会実験開始。
- 2011年（平成23年）6月19日 : 無料化社会実験終了。
- 2016年（平成28年）9月26日：当路線の本線料金所の設置工事開始[2]。
- 2017年（平成29年）11月4日：東北中央道・福島大笹生IC - 米沢北IC開通に伴い、当道路の名称が東北中央自動車道に変更[3]。

## 道路管理者
- NEXCO東日本
  - 東北支社山形管理事務所 : 全線